# Phorocerosoma caparti
Phorocerosoma caparti är en tvåvingeart som beskrevs av Verbeke 1962. Phorocerosoma caparti ingår i släktet Phorocerosoma och familjen parasitflugor. Inga underarter finns listade i Catalogue of Life.